# Roberto De Marchi
Roberto De Marchi (Milano, 1965) è un comico, attore e cantante italiano.

## Biografia
Nasce nel milanese, muove i primi passi nel cabaret nel 1983 sul palcoscenico di due storici locali meneghini, il Derby Club e il Ca’ Bianca.

### I primi successi
Nel 1985 conquista il secondo posto al Festival Loano Cabaret. Nel 1986 figura nel vivaio di giovani comici proposti da Pippo Baudo in Fantastico 7, partecipa anche a Drive In di Antonio Ricci. In quel periodo recita nel film Tango blu di Alberto Bevilacqua, proseguendo quindi in TV con le trasmissioni Jeans e Avanti senza spingere e realizzando alcuni dischi e programmi radiofonici per Rete 105 Network.

### Interruzione della carriera e ritorno in TV
Dopo un lungo periodo di assenza dal palcoscenico nel quale considera l'ipotesi di prendere i voti da frate, nel 1997 ritorna ufficialmente a far parte nel mondo dello spettacolo intervenendo quale ospite al Festival Nazionale del Cabaret e prendendo parte alla trasmissione Paperissima Sprint. Nel gruppo di comici proposto dal Festival ad Antonio Ricci viene considerato uno dei maggiori esponenti della comicità surreal-demenziale al fulmicotone, fatta di calembour, clownerie, comicità dell'assurdo a quella di parola, con evidenti agganci all'oggettistica, non sottovalutando assolutamente l'aggressività e l'espressione corporea. Per la sua partecipazione al programma gli è stato assegnato dalla critica televisiva il premio Stella d’Argento quale personaggio comico, rivelazione dell'estate ‘97. Nell'estate ‘98, ha partecipato a Doppio Lustro su Canale 5. Ha vinto il premio Top Cab ‘97-‘98 nell'ambito della rassegna “Cabaret in edizione Speciale” a Torino. Negli anni 2000 è comico del programma BULLDOZER, comico del programma COLORADO CAFè LIVE. Nel 2010 è ancora attore per il cinema, nel film Secondo Tempo.Nel 2016 prende parte al talent show dei comici Eccezionale veramente su LA7.

## Radio
- Radio 101 Moda Show con Nathalie Caldonazzo (2000)
- Radio Monte Carlo Moda Show'' con Luisa Corna (2001)
- 105 in Alta Quota con F. Proce, Eleonora Benfatto (2002)
- 35 ore per ridere... la settimana corta annotato nel Guinness World Records society (2003)[7]

## Programmi televisivi
- Drive In - Italia 1 (1986)
- Fantastico - Rai 1 (1986)
- Pezzi di Ricambio - Rai 2 (2003)
- Lista d'attesa - Telenova (2004)
- COLORADO CAFè LIVE - Telenova (2005) con Rossella Brescia e Carla Signoris
- Una Vacanza alla Ricerca del Tesoro - Play TV (2006) sitcom con Marisa Rampina (attore e coautore)
- Telethon - Rai (2010)
- Festa italiana - Rai (2010) con Caterina Balivo
- Eccezionale veramente - LA7 (2016)

## Filmografia
- Tango blu, regia di Alberto Bevilacqua (1987)
- Secondo Tempo, regia di Fabio Bastianello (2010)
- Stanisberg Redux, di Giorgio Como (2018)